# 6811 Kashcheev
6811 Kashcheev è un asteroide della fascia principale. Scoperto nel 1976, presenta un'orbita caratterizzata da un semiasse maggiore pari a 2,3948048 UA e da un'eccentricità di 0,2151351, inclinata di 1,65428° rispetto all'eclittica.